# Chelifera khemisiana
Chelifera khemisiana är en tvåvingeart som beskrevs av Vaillant och Gagneur 1998. Chelifera khemisiana ingår i släktet Chelifera och familjen dansflugor. Inga underarter finns listade i Catalogue of Life.